# وزارت معادن و پترولیم
وزارت معادن و پترولیم به عنوان وزارت کلیدی و سکتوری در عرصه‌های تفحص، اکتشاف، انکشاف و استخراج منرال‌ها و هایدروکاربن‌ها فعالیت می‌نماید و همچنان وزارت مسئولیت حراست از مالکیت، حمل ونقل و بازاریابی منابع طبیعی را مطابق به قانون منرال‌ها و هایدروکاربن‌ها به عهده دارد. در حال حاضر نرگس نهان سرپرست وزارت معادن و پترولیم افغانستان است.
افغانستان دارای منابع وسیع طبیعی بوده که ذخایر هنگفت مس، آهن، زغال‌سنگ، مرمر، فلزات نجیبه، سنگ‌های قیمتی و هایدروکاربن‌ها شامل آن است. این منابع در افغانستان دست ناخورده باقی‌مانده و انکشاف چندانی نکرده است. بی‌ثباتی درازمدت باعث گردیده است تا معدنکاری به صورت وسیع صورت نگیرد، جهت انکشاف آن تلاش اندکی صورت گیرد و تلاش‌های ناکافی جهت زیربنای انکشاف و انتقال آن بکار گرفته شود.

## تاریخچه
ساحات منابع فرهنگی در سرتاسر افغانستان نشان‌دهندهٔ آن است که بعضی از شیوه‌های معدنکاری در افغانستان برای هزاران سال جزو فرهنگ این منطقه بوده است. آثار ساخته شده از سنگ لاجورد که به ۴٬۵۰۰ سال پیش ارتباط می‌گیرد، در زمان کشف بین‌النهرین به وجود آمده است. ناگفته نباید گذاشت که ظواهر لاجورد در این نیمکره تنها در افغانستان وجود دارد.
طبیعتاً در طی این مدت روند استخراج معادن مبتنی بر آزمایش کشف سطحی بوده نه به شکل زیرزمینی به‌جز ذخایر طلا، نقره، مس، یاقوت، زمرد و سنگ‌های دارای فلز.
در اوایل سال ۱۸۴۱ میلادی، نظامیان بریتانیایی جست‌وجو نموده‌اند تا منابع معدنی صادراتی را به عنوان تجارت که برای محصولات صنعتی انگلستان قابل استفاده قرار می‌گرفت، دریافت نمایند. در سال ۱۸۸۸ میلادی، طرح نو و منظم مواد معدنی توسط بخش تحقیق زمین‌شناسی انگلستان (BGS) به عنوان برخی از فعالیت‌های آن کشور، آغاز گردید. اسنادی که در سال ۱۸۹۰ میلادی توسط زمین‌شناسان کشور بریتانیا تهیه گردیده، نشان‌دهندهٔ آن است که معدن بزرگ آهن حاجی گک که یکی از غنی‌ترین ذخایر معدنی در افغانستان در حال حاضر محسوب می‌گردد، در ولایت بامیان این کشور قرار دارد.
در سال ۱۹۱۹، برای نخستین بار هیئت روسیه برای اجرای کار روی منابع معدنی، وارد کابل گردید. در سال ۱۹۲۰ زمین‌شناسان آمریکایی در امور تحقیق مواد معدنی در افغانستان اشتراک ورزیدند. در سال ۱۹۳۷، افغانستان جواز فعالیت به شرکت اکتشافی داخلی – نیویورک جهت اکتشاف ذخایر نفت در سراسر کشور را، اعطا نمود، اما به دلیل آغاز درگیری قریب‌الوقوع جنگ جهانی دوم، شرکت نامبرده بعد از یک سال از امتیاز خویش عقب‌نشینی نمود.
پس از جنگ جهانی دوم فعالیت‌های اکتشاف یک بار دیگر در توافق به فرانسه و بعضی تحقیقات زغال‌سنگ در جنوب افغانستان توسط آلمانی‌ها در سال ۱۹۵۰ ادامه یافت، که بعداً در سال ۱۹۵۴ توسط زمین شناسان سویدنی این تحقیقات انجام گردید.
در سال ۱۹۵۸ کمک‌های خارجی از سوی اتحاد جماهیر شوروی در حال اجرا قرار داشت، که دولت جمهوری چک نیز در روند تهیه کمک‌ها توسط متخصصین روسی اشتراک ورزید. در طی دهه ۱۹۶۰، فعالیت‌های اکتشاف و نقشه‌برداری در جنوب افغانستان به آلمانی‌ها، فرانسوی‌ها و امریکایی‌ها سپرده شد، درحالی که اتحاد جماهیر شوروی در شمال افغانسان تمرکز داشت. دخالت فرانسه فقط تا سال ۱۹۷۰ زمانی‌که شرکت نفت توتال پیش‌بینی در حوزه کتواز افغانستان را انجام داد، ادامه داشت.
بعد از کودتای سردار محمد داودخان در سال ۱۹۷۳ میلادی، نفوذ شوروی افزایش یافت ولی حضور متخصصین غرب کم شد، تحقیقات گستردهٔ مواد معدنی در دوران تحت تأثیر روسیه انجام شد و این نیروی بزرگ برای انکشاف مواد معدنی در افغانستان ممکن برخی از انگیزه‌های جنگ شوروی در افغانستان در سال ۱۹۷۹ میلادی باشد. نا گفته نباید گذاشت که این ذخایر چه از طریق انتقال از افغانستان یا در دوران جنگ افغانستان و شوروی تخریب گردیده است، تنها سرنخی میل انگیز از این تحقیقات باقی مانده است.
در دوران اشغال شوروی رشد قابل ملاحظه‌ای در اکتشاف و توسعه ساحات گازدار شبرغان و همچنان اکتشافات نفت و گاز در دو حوزه دیگر، ملاحظه گردیده است؛ تحقیقات و حفاری منابع زغال‌سنگ؛ برمه کاری محدود ذخیره آهن حاجیگک و حفاری مهم و طرح اکتشاف منابع در ساحه معدن مس عینک صورت گرفته، ولی هرگز به حدی که بالای آن‌ها فعالیت‌های تجارتی صورت گیرد، نرسیده است.
بسیاری از معلومات باقی‌مانده در مورد این ذخایر یا ساحاتی که کمتر اکتشاف یافته‌اند، توسط کارمندان وزارت معادن در دوران بی‌ثباتی (۱۹۷۹ تا ۲۰۰۱) در محلات دور نگهداری گردیده است، که بعد از تأمین امنیت در منطقه توسط نیروهای بین‌المللی در سال ۲۰۰۲، دوباره برگردانده شد.
پس از آن، تجدید فعالیت‌ها در مورد شناسایی و بهره‌برداری از منابع معدنی افغانستان به صورت جدی آغاز گردید و تشخیص گردیده که امور معدنکاری نقش حیاتی را در ثبات اقتصادی درازمدت افغانستان خواهد داشت. برای انجام این کار پیش‌بینی گردیده، که رشد سریع در بهره‌برداری و استخراج منرال‌ها لازم است و در ضمن دولت افغانستان تشخیص می‌نماید که روش و سیاست ملکیت دولتی (ملی سازی) دوران اتحاد شوروی از لحاظ اقتصادی مؤثر یا پایدار نبود.
در نتیجه، دولت افغانستان ساختار وزات معادن به‌عنوان مالک و تولیدکننده معادن بسوی نقش مناسب تر به عنوان طرح‌کننده این سیاست و تنظیم‌کننده جهت انکشاف سرمایه‌گذاری خصوصی به منظور انکشاف مواد معدنی، تجدید نمود.
با در نظرداشت تطبیق این رهنمودهای جدید و اصلاح شده، پیشرفته‌ترین پروژه معدنی از زمان شوری سابق در ساحه معدن مس عینک بعد از پیشنهاد داوطلبی در سال ۲۰۰۸ به کمپنی MCC کشور چین به استخراج سپرده شد.
اگر چه در حال حاضر ارزش مجموعی معادن افغانستان را فقط به صورت تخمین می‌شود گفت، اما یقیناً ارزش آن به صدها میلیارد دالر می‌رسد. اکتشاف منظم عصری برای اولین بار بعد از زمان خروج نیروهای اتحاد جماهیر شوروی (۲۵ سال قبل)، به وجود آمده است.
روش و سیاست جدید وزارت معادن زمینه‌سازی سرمایه‌گذاری خصوصی و گسترش علاقمندی سرمایه‌گذاران در بخش منرال‌ها با در نظرداشت منافع ملی افغانستان تصویب و در حال تطبیق است. در ضمن این سیاست‌ها حفاظت و تأمین امنیت برای شرکت‌های سرمایه‌گذار است، شرکت‌هایی که تمایل همکاری به افغانستان را دارند تا آن را بسوی یک جامعه مدرن، عصری، پایدار و توانا انتقال دهند.

## اهداف
اهداف درازمدت وزارت شامل ایجاد اداره مؤثر جهت استفاده مؤثر از منابع طبیعی، ایجاد اشتغال و تشویق سرمایه‌گذاری در بخش معادن و هایدروکاربن‌ها و بلند بردن عواید و توانائی‌های دولت است.
وزارت معادن جهت به‌دست آودن معلومات درست در مورد منابع طبیعی یک سلسله ابتکارات را روی دست گرفته است، از جمله در این اواخر وزرات معادن اولین برنامه کاری خود را تکمیل نمود، این برنامه کاری یک فرصت خوبی جهت اصلاح و بازسازی برای وزارت معادن پنداشته می‌شود و به وزارت معادن اجازه می‌دهد تا خود را با تغیرات صنعتی عیار سازد.
جهت استقلال مالی افغانستان وزارت معادن یک سلسله کارهایی را روی دست گرفته است. انکشاف منابع منرالی و دهلیزهای زیربنایی نیازمند استخراج ذخایر منرالی است. بعد از شناسایی این منابع در مورد اکتشاف، استخراج و انکشاف ذخایر منرالی و هایدرو کاربنها علاقمندی بیشتر می‌گردد. چنین انکشاف در ثبات درازمدت اقتصادی و اجتماعی نقش مهمی را بازی خواهد کرد. از این رو وزارت معادن افغانستان جهت انکشاف این ذخایر اقدامات بی‌مانندی را انجام داده و یک سلسله برنامه‌های انکشافی را طرح‌ریزی نموده است.
وزارت معادن در نظر دارد تا با به‌کارگیری خط مشی‌ها، مقرره‌ها و دستور عمل‌های خوب جهانی، در جلب سرمایه‌گذاری خصوصی در انکشاف منابع منرالی و هایدروکاربنی نقش تشویق‌کننده و رهبری‌کننده را طوری بازی نماید که تمام ارزش‌های اجتماعی و حفظ محیط زیست در آن در نظر گرفته شده باشد.
اصول و خط مشی وزارت معادن در مورد انکشاف منرال‌ها و هایدروکاربن‌ها روی راه حل‌های بازار استوار است که شایستگی قانونی اساس آن را تشکیل می‌دهد. همچنان خط مشی وزارت معادن را کفایت اداری عالی؛ انکشاف سرمایه‌گذاری شفاف از طریق قوانین و مقرره‌های مدرن و ایجاد یک نظام مترقی مالی تشکیل می‌دهد.
افغانستان یک کشور کاندید ابتکار شفافیت در صنایع استخراجی (EIT) – استاندارد بین‌المللی در رشد شفافیت در نفت، گاز و معدنکاری- است. افغانستان به صورت داوطلبانه اصول EIT را بخاطری راه‌اندازی نموده است تا شفافیت در انتقال عواید از شرکت‌های استخراج تیل، گاز و سایر معادن به دولت را افزایش دهد. دولت عواید به‌دست آورده را اعلام خواهد نمود تا افغان‌ها صورت حساب این عواید را از دولت خود مطالبه کرده بتوانند. دولت تصمیم گرفته است تا سرمایه به‌دست آمده از منابع منرالی و هایدروکاربنی را به نفع تمام افغان‌ها بکار بیندازد. همچنان عواید به‌دست آمده در فقرزدایی و انکشاف مالی اقتصادی به مصرف خواهد رسید.

## بخش خصوصی
جهت رشد سرمایه‌گذاری بخش خصوصی در عرصه منرال‌ها و هایدروکاربن‌ها قراردادی با اداره تحقیق زمین‌شناسی ایالات متحده آمریکا (USGS) عقد گردیده بود تا منابع طبیعی افغانستان را از طریق هوا (ریموت سنسنگ) تحقیق عمومی نماید. این اداره با همکاری لابراتوار تحقیقاتی نیروهای دریائی ایالات متحده آمریکا، تحقیق (سروی) جیوفیزیک هوائی و ریموت سنسنگ را در تابستان سال ۲۰۰۶ میلادی انجام دادند.
اطلاعات به‌دست آمده از این تحقیق معلومات ابتدائی را در مورد ظواهر منابع منرالی ارائه نموده و وسیله رشد اقتصادی سرمایه‌گذاران خصوصی را فراهم می‌نماید و می‌تواند کمک و تشویقی باشد برای سرمایه‌گذاران بخش خصوصی جهت سرمایه‌گذاری در این بخش.

## فعالیت‌ها
فعالیتهای کنونی وزارت معادن را بازسازی، انکشاف و تنظیم سرمایه‌گذاری دوستانه، نظارت از قرارداد مس عینک، به داوطلبی گذاشتن معدن آهن حاجیگک، انکشاف ساحات موجود هایدروکاربن‌ها، و اکتشاف بیشتر منابع زغال‌سنگ، طلا، نقره، مس و آهن تشکیل می‌دهد.
در پلان‌های بعدی، خصوصی‌سازی تصدی‌های دولتی هایدروکاربن‌ها و منرالها، و به مثابه مرکز معلومات منرالی بازسازی خدمات جیولوجی افغانستان قرار دارد. جهت جلب علاقمندی به اکتشاف ساحات، به شمول مطالعات سه بعدی امور هایدروکاربن‌ها و سطح زمین نیز پلانگذاری گردیده است.

## پرسنل
وزارت معادن در حدود ۲۳۰۰ تن پرسنل دارد که شامل محققین، کارمندان اداری، تکنیکی و مسلکی می‌باشند.

## تصدی‌ها
تصدی زغال‌سنگ شمال: پس از آنکه معادن زغال‌سنگ کرکر و دودکش در پل خمری مرکز ولایت بغلان کشف گردیدند، ادارات مربوط زغال‌سنگ و زارت معادن به منظور اکتشاف و توسعه منابع زغال‌سنگ در منطقه ایجاد گردید. اداره معدن زغال‌سنگ در آغاز، به تعداد ۳۰ تن کارگر، ۱۱۱ تن کارمند، ۱۶۶۷ تن قراردادی و ۵ تن ماهرین از کشور چکوسلواکیا داشت.
این بخش ۳۹ سال پیش به‌شکل قانونی به یک تصدی دولتی تبدیل گردید. با پیروی از راهبرد انکشاف ملی و خط مشی دولت به منظور تشویق سرمایه‌گذاری تحت رهبری بخش خصوصی، معادن زغال‌سنگ کرکر و دودکش در سال ۲۰۰۶ میلادی خصوصی گردیدند که این فصل جدید را با ۳۰۹ تن کارمند و یک سال بعد از آن (۲۰۰۷) مبدل شدن آن به یک تصدی تجارتی نظر به افزایش بستها آغاز نمود.
کارخانه کود و برق: یکی از تولیدکنندگان کود یوریا و برق حرارتی است. کارخانه تولید کود کیمیاوی یوریا در سال ۱۹۶۶ میلادی و کود و برق در سال ۱۹۶۷ با ظرفیت تولیدی ۴۸ میگاوات برق تأسیس گردد. تولید انرژی برق در شروع سال ۱۹۷۱ و تولید کود کیمیاوی یوریا در سال ۱۹۷۴ میلادی با ظرفیت تولیدی ۱۰۵۰۰۰ تن در سال آغاز یافت که این فعالیت‌ها توسط ۲۹۰۰ تن کارمند و ۴۵۰ تن ماهرین خارجی انجام داده می‌شد.
این مجتمع در سال ۱۹۷۷ میلادی با سرمایه ۲٬۱۷ میلیون افغانی به‌شکل یک تصدی دولتی بازسازی گردید. اکنون این تصدی ۹۳۹ تن کارمند رسمی، ۱۵۱۲ تن مأمور دارد که کود یوریا و برق حرارتی تولید می‌نماید.
تصدی افغان گاز: کارهای اکتشاف، انکشاف، تولید و تحقیق را انجام داده و گاز طبیعی را برای مشتریان عرضه می‌دارد. این تصدی از آغاز تأسیس آن در سال ۱۹۶۷ میلادی کارهای تجسسی و اکتشافی گاز طبیعی را انجام می‌دهد. تصدی نامبرده با داشتن ۷۲ کارمند رسمی، ۴۲۱ کارگر اجیر و ۱۱۹ تن ماهرین خارجی ایجاد گرده و واحد دوم وزارت معادن محسوب می‌گردید.
تأسیسات خواجه گرگک دارای دو بخش است که یکی آن دارای ۳۹ چاه و دوم آن دارای ۲۲ چاه تولید گاز است. تولید و پروسس گاز در سال ۱۹۶۷ میلادی با آغاز فعالیت چاه هفدهم آغاز گردید، که با یک شبکه گاز وصل گردید و قسمتی از آن به اتحاد شوروی صادر می‌شد.
تأسیسات اصلی: در سال ۱۹۸۳ میلادی، هنگامی‌که تصدی گاز افغانستان به‌شکل قانونی به یک تصدی دولتی مبدل گردید، در آن زمان این تصدی دارای ۱۴٬۳۷ میلیارد افغانی سرمایه و ۱۲۹۱ تن کارمند (شامل کارمندان رسمی، قراردادیان و ماهرین خارجی) بود. امروز، این تصدی با داشتن ۱۰۸۸ کارمند هنوز هم یک نهاد تولیدی بحساب می‌آید.
تصدی انجینیری و اکتشاف هایدرو جیولوجی: در سال ۱۹۷۱ به حیث یک واحد کاری وزارت معادن تأسیس گردید. این تصدی شماری از پروژه‌های اکتشافی را در جریان ۳۹ سال گذشته با ترکیب از ابزار و تجهیزات عصری، مهارت‌ها و ماهرین به عهده داشته است.
در کل، بنابر ابراز علاقمندی مداوم وزیر کنونی معادن به منظور آموزش روش‌های علمی و عملی مربوط به منرالها، آبهای زیرزمینی و جیو تکنیک، این تصدی تا هنوز هم بسیار فعال بوده و توانایی این را دارد تا پروژه‌های اکتشافی جیو تکنیک و هایدرو جیولوجیکی و همچنان فعالیت‌های عام‌المنفعه را از طریق به‌کارگیری ابزار و تجهیزات عصری انجام دهد. ابتدایی‌ترین کار این تصدی، انجام دادن اکتشافات جیوتخنیکی و انجینیری به منظور مناسب بودن زمین در شهرها و تأسیسات صنعتی در ساحات است.

## قوانین

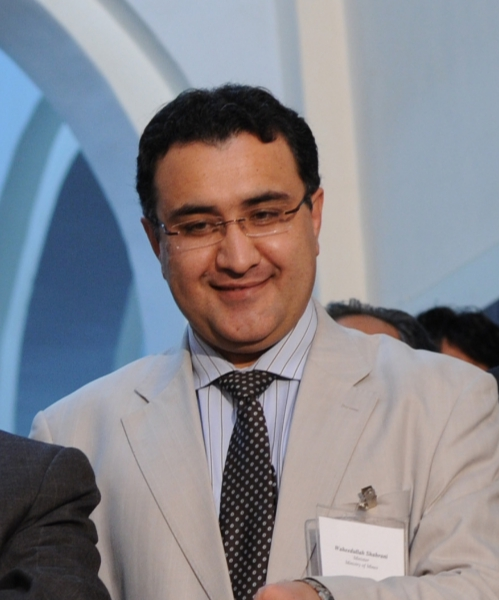
وحیدالله شهرانی

یکی از اولین اقدامات وحیدالله شهرانی بعد از احراز پست وزارت معادن افغانستان در جنوری سال ۲۰۱۰ ایجاد یک کمیته حقوقی بود. کمیته مذکور موظف گردید تا قوانین و مقرره‌های موجوده منرال‌ها و هایدروکاربن‌ها را بازنگری نماید. گروپ موظف با تدویر جلسات روزانه توانست قوانین و مقرره‌های متذکره را الی نیمه تابستان بازنگری و تصحیح نماید. قوانین منرال‌ها و هایدرکاربن‌ها به ترتیب هم‌زمان مرور و اصلاح گردید. به تاسی از حکم قانون اساسی افغانستان، تغییرات یا اصلاحات وارد شده در قوانین موجوده به بیست و پنج درصد محدود است.
علی‌رغم این محدودیت، اصلاحات ذیل تدوین و ارائه گردید و منتظر منظوری پارلمان افغانستان است:
اصلاحات عمده در قانون منرال‌ها قرار ذیل است:
1. «جواز استخراج» به‌طور قاطع در قانون درج گردیده است. جواز مذکور اولین حق استخراج مواد معدنی را بعد از امتیاز ابتدائی به کمپنی‌ای می‌دهد که آن را کشف نموده است. این حکم جایگزین قانون سابقه می‌شود که براساس آن منرال‌ها بعد از کشف به داوطلبی سپرده می‌شد.
2. ابتکار شفافیت در صنایع استخراجی (EITI) در قوانین منرال‌ها و هایدروکابن‌ها تذکر داده شده.
3. تعریف مجدد نقش وزارت از نهاد تولیدکننده مواد معدنی به تسهیل آورنده و تنظیم‌کننده صنعت معدنکاری.
4. برطرف ساختن مقتضیات داوطلبی معادن حرفه‌ای، معادن کوچک، سنگ کنه‌ها، مواد ساختمانی، و احجار زینتی.
5. ایجاد و شرح وظایف کمیسیون بین الوزرا (IMC) و کمیسیون ارزیابی پروپوزل‌ها (PEC).
6. اصلاح مجدد وظایف اداره تفتیش معادن و ریاست عمومی سروی جیولوجی.
7. کاهش تعداد جوازهای قابل صدور به شمول جوازهای پروسس / تغییر شکل منرال‌ها برای فابریکات در ساحات شهری (به‌طور مثال سنگ کاری)
8. حذف متن از موادی که فعالیت‌های لازم الاجرا توسط درخواست‌کننده یا وزارت را به تفصیل شرح داده است. متن مذکور به مقرره‌ها یا طرزالعمل‌های وزارت منتقل گردیده است.

- ۹. حذف کتگوری‌های جداگانه ـ «اجازه‌نامه‌ها» و صرفاَ بکاربری کلمه «جوازها» در تمام قانون، تغییر کتگوری «بهره‌برداری» به «معدنکاری»[۵]

نکته مهم این است که استفاده از قراردادها توسط وزارت غرض کنترل سکتور خصوصی یک مسئله بنیادی بوده و جوازها صرفاً بعد از مذاکره و انعقاد قراردادها صادر می‌گردد. در متن قانون موجوده هایدروکاربن‌ها کدام تغییر عمده رونما نگردیده است بجز از توضیح بیشتر انواع قراردادها و اتخاذ تدابیر در رابطه به تادیه ریالیتی‌ها.
متن تجدید شده قانون معادن به لسان‌های دری و انگلیسی غرض تأیید به وزارت عدلیه گسیل شده است. قانون هایدرکاربن‌ها فعلاً منتظر منظوری کمیته حقوقی و محترم وزیر است. قانون مذکور نیز بمحض منظوری توسط مراجع ذیربط به وزارت عدلیه ارسال می‌شود.
کمیته حقوقی به یک سلسله کمیته‌های فرعی تقسیم شده است و همچنان به جلسات خود ادامه می‌دهد. هر یک از کمیته‌های مذکور مسؤولیت دارد تا یک رشته مقررات و طرزالعمل‌های مربوط به وزارت را در رابطه به استخراج منرال‌ها، هایدروکاربن‌ها و آب‌های زیرزمینی، تدوین نماید.
فعالیت‌های مذکور به عنوان مثال مشتمل است بر تادیه ریالیتی‌ها، استفاده از مواد منفجره، صحت و مصونیت کارگران معدن، مقررات محیط زیستی قابل تطبیق بالای معادن، استخراج سنگ مرمر، احجار ساختمانی و معادن جغل، استخراج حرفه‌ای سنگ‌های قیمتی و استخراج طلا.